# Buyina yeatesi
Buyina yeatesi là một loài nhện trong họ Amphinectidae. Loài này phân bố ở Queensland.